# آلماش‌فوزیتو
آلماش‌فوزیتو (به مجاری:  Almásfüzitő) یک سکونتگاه مسکونی در مجارستان است که در کوماروم-استرگوم واقع شده‌است.